# Coupe Intertoto 1967
Navigation
Édition suivante
La Coupe Intertoto 1967 est la première édition de la Coupe Intertoto, créée en remplacement de l'International football cup. La compétition est disputée pendant l'été. Contrairement à l'International football cup, la Coupe Intertoto n'a pas de vainqueur.

## Compétition
Les équipes sont réparties en douze groupe de quatre équipes. Les clubs belges, français et néerlandais sont dans les quatre groupes A. Les clubs autrichiens, tchécoslovaques, danois, allemands de l'Est et de l'Ouest, polonais et suédois sont dans les huit groupes B. Les clubs suisses sont répartis dans les groupes A et B.

### Groupes A

#### Groupe A1
| Rang | Équipe                | Pts | J | G | N | P | Bp | Bc | Diff |  | Résultats (▼ dom., ► ext.) |     |     |     |     |
| ---- | --------------------- | --- | - | - | - | - | -- | -- | ---- |  | -------------------------- | --- | --- | --- | --- |
| 1    | FC Lugano             | 7   | 6 | 3 | 1 | 2 | 8  | 5  | +3   |  | FC Lugano                  |     | 0-0 | 2-0 | 2-1 |
| 2    | Girondins de Bordeaux | 7   | 6 | 3 | 1 | 2 | 5  | 7  | -2   |  | Girondins de Bordeaux      | 2-1 |     | 1-4 | 0-2 |
| 3    | Sparta Rotterdam      | 6   | 6 | 3 | 0 | 3 | 9  | 6  | +3   |  | Sparta Rotterdam           | 1-0 | 0-1 |     | 4-0 |
| 4    | KSV Waregem           | 4   | 6 | 2 | 0 | 4 | 6  | 10 | -4   |  | KSV Waregem                | 1-3 | 0-1 | 2-0 |     |

#### Groupe A2
| Rang | Équipe              | Pts | J | G | N | P | Bp | Bc | Diff |  | Résultats (▼ dom., ► ext.) |     |     |     |     |
| ---- | ------------------- | --- | - | - | - | - | -- | -- | ---- |  | -------------------------- | --- | --- | --- | --- |
| 1    | Feyenoord Rotterdam | 10  | 6 | 5 | 0 | 1 | 17 | 6  | +11  |  | Feyenoord Rotterdam        |     | 5-1 | 3-0 | 2-1 |
| 2    | Daring Bruxelles    | 7   | 6 | 3 | 1 | 2 | 8  | 9  | -1   |  | Daring Bruxelles           | 1-0 |     | 0-0 | 1-0 |
| 3    | RC Strasbourg       | 4   | 6 | 1 | 2 | 3 | 6  | 11 | -5   |  | RC Strasbourg              | 1-3 | 3-1 |     | 0-2 |
| 4    | FC Lausanne-Sport   | 3   | 6 | 1 | 1 | 4 | 8  | 13 | -5   |  | FC Lausanne-Sport          | 2-4 | 1-4 | 2-2 |     |

#### Groupe A3
| Rang | Équipe         | Pts | J | G | N | P | Bp | Bc | Diff |  | Résultats (▼ dom., ► ext.) |     |     |     |     |
| ---- | -------------- | --- | - | - | - | - | -- | -- | ---- |  | -------------------------- | --- | --- | --- | --- |
| 1    | Lille OSC      | 8   | 6 | 3 | 2 | 1 | 10 | 6  | +4   |  | Lille OSC                  |     | 0-0 | 0-1 | 2-1 |
| 2    | FC Sion        | 7   | 6 | 3 | 1 | 2 | 10 | 7  | +3   |  | FC Sion                    | 1-3 |     | 5-2 | 3-1 |
| 3    | R Beerschot AC | 5   | 6 | 1 | 3 | 2 | 6  | 9  | -3   |  | R Beerschot AC             | 2-2 | 0-1 |     | 1-1 |
| 4    | GVAV Groningue | 4   | 6 | 1 | 2 | 3 | 5  | 9  | -4   |  | GVAV Groningue             | 1-3 | 1-0 | 0-0 |     |

#### Groupe A4
| Rang | Équipe            | Pts | J | G | N | P | Bp | Bc | Diff |  | Résultats (▼ dom., ► ext.) |     |     |     |     |
| ---- | ----------------- | --- | - | - | - | - | -- | -- | ---- |  | -------------------------- | --- | --- | --- | --- |
| 1    | Lierse SK         | 9   | 6 | 4 | 1 | 1 | 13 | 7  | +6   |  | Lierse SK                  |     | 3-1 | 1-1 | 2-0 |
| 2    | FC Granges        | 6   | 6 | 2 | 2 | 2 | 8  | 9  | -1   |  | FC Granges                 | 2-1 |     | 1-1 | 2-0 |
| 3    | FC Rouen          | 5   | 6 | 1 | 3 | 2 | 9  | 15 | -6   |  | FC Rouen                   | 2-4 | 1-1 |     | 4-3 |
| 4    | Go Ahead Deventer | 4   | 6 | 2 | 0 | 4 | 12 | 11 | +1   |  | Go Ahead Deventer          | 1-2 | 3-1 | 5-0 |     |

### Groupes B

#### Groupe B1
| Rang | Équipe             | Pts | J | G | N | P | Bp | Bc | Diff |  | Résultats (▼ dom., ► ext.) |     |     |     |     |
| ---- | ------------------ | --- | - | - | - | - | -- | -- | ---- |  | -------------------------- | --- | --- | --- | --- |
| 1    | Hannover 96        | 9   | 6 | 4 | 1 | 1 | 10 | 6  | +4   |  | Hannover 96                |     | 2-1 | 1-2 | 1-1 |
| 2    | Lokomotive Leipzig | 7   | 6 | 3 | 1 | 2 | 10 | 5  | +5   |  | Lokomotive Leipzig         | 1-2 |     | 4-0 | 2-1 |
| 3    | IFK Norrkoping     | 4   | 6 | 2 | 0 | 4 | 12 | 16 | -4   |  | IFK Norrkoping             | 1-2 | 0-2 |     | 6-3 |
| 4    | Rapid Vienne       | 4   | 6 | 1 | 2 | 3 | 9  | 14 | -5   |  | Rapid Vienne               | 0-2 | 0-0 | 4-3 |     |

#### Groupe B2
| Rang | Équipe             | Pts | J | G | N | P | Bp | Bc | Diff |  | Résultats (▼ dom., ► ext.) |     |     |     |     |
| ---- | ------------------ | --- | - | - | - | - | -- | -- | ---- |  | -------------------------- | --- | --- | --- | --- |
| 1    | Zagłębie Sosnowiec | 10  | 6 | 5 | 0 | 1 | 14 | 7  | +7   |  | Zagłębie Sosnowiec         |     | 1-0 | 4-3 | 4-1 |
| 2    | FC Schalke 04      | 7   | 6 | 3 | 1 | 2 | 7  | 7  | 0    |  | FC Schalke 04              | 1-0 |     | 1-1 | 2-0 |
| 3    | FC Tirol Innsbruck | 5   | 6 | 2 | 1 | 3 | 15 | 10 | +5   |  | FC Tirol Innsbruck         | 1-3 | 1-2 |     | 2-0 |
| 4    | Djurgårdens IF     | 2   | 6 | 1 | 0 | 5 | 6  | 18 | -12  |  | Djurgårdens IF             | 1-2 | 4-1 | 0-7 |     |

#### Groupe B3
| Rang | Équipe                  | Pts | J | G | N | P | Bp | Bc | Diff |  | Résultats (▼ dom., ► ext.) |     |     |     |     |
| ---- | ----------------------- | --- | - | - | - | - | -- | -- | ---- |  | -------------------------- | --- | --- | --- | --- |
| 1    | Polonia Bytom           | 10  | 6 | 5 | 0 | 1 | 16 | 6  | +10  |  | Polonia Bytom              |     | 2-1 | 3-0 | 5-1 |
| 2    | Werder Brême            | 8   | 6 | 3 | 2 | 1 | 12 | 7  | +5   |  | Werder Brême               | 2-0 |     | 4-1 | 1-1 |
| 3    | IF Elfsborg             | 3   | 6 | 1 | 1 | 4 | 10 | 16 | -6   |  | IF Elfsborg                | 1-2 | 2-2 |     | 5-2 |
| 4    | Grasshopper-Club Zurich | 3   | 6 | 1 | 1 | 4 | 9  | 18 | -9   |  | Grasshopper-Club Zurich    | 1-4 | 1-2 | 3-1 |     |

#### Groupe B4
| Rang | Équipe             | Pts | J | G | N | P | Bp | Bc | Diff |  | Résultats (▼ dom., ► ext.) |     |     |     |     |
| ---- | ------------------ | --- | - | - | - | - | -- | -- | ---- |  | -------------------------- | --- | --- | --- | --- |
| 1    | IFK Göteborg       | 9   | 6 | 4 | 1 | 1 | 16 | 7  | +9   |  | IFK Göteborg               |     | 4-0 | 2-1 | 2-2 |
| 2    | FC Carl Zeiss Iéna | 9   | 6 | 4 | 1 | 1 | 10 | 9  | +1   |  | FC Carl Zeiss Iéna         | 3-1 |     | 1-0 | 3-2 |
| 3    | Bohemians Prague   | 5   | 6 | 2 | 1 | 3 | 12 | 8  | +4   |  | Bohemians Prague           | 1-3 | 1-1 |     | 4-0 |
| 4    | SC YF Juventus     | 1   | 6 | 0 | 1 | 5 | 6  | 20 | -14  |  | SC YF Juventus             | 0-4 | 1-2 | 1-5 |     |

#### Groupe B5

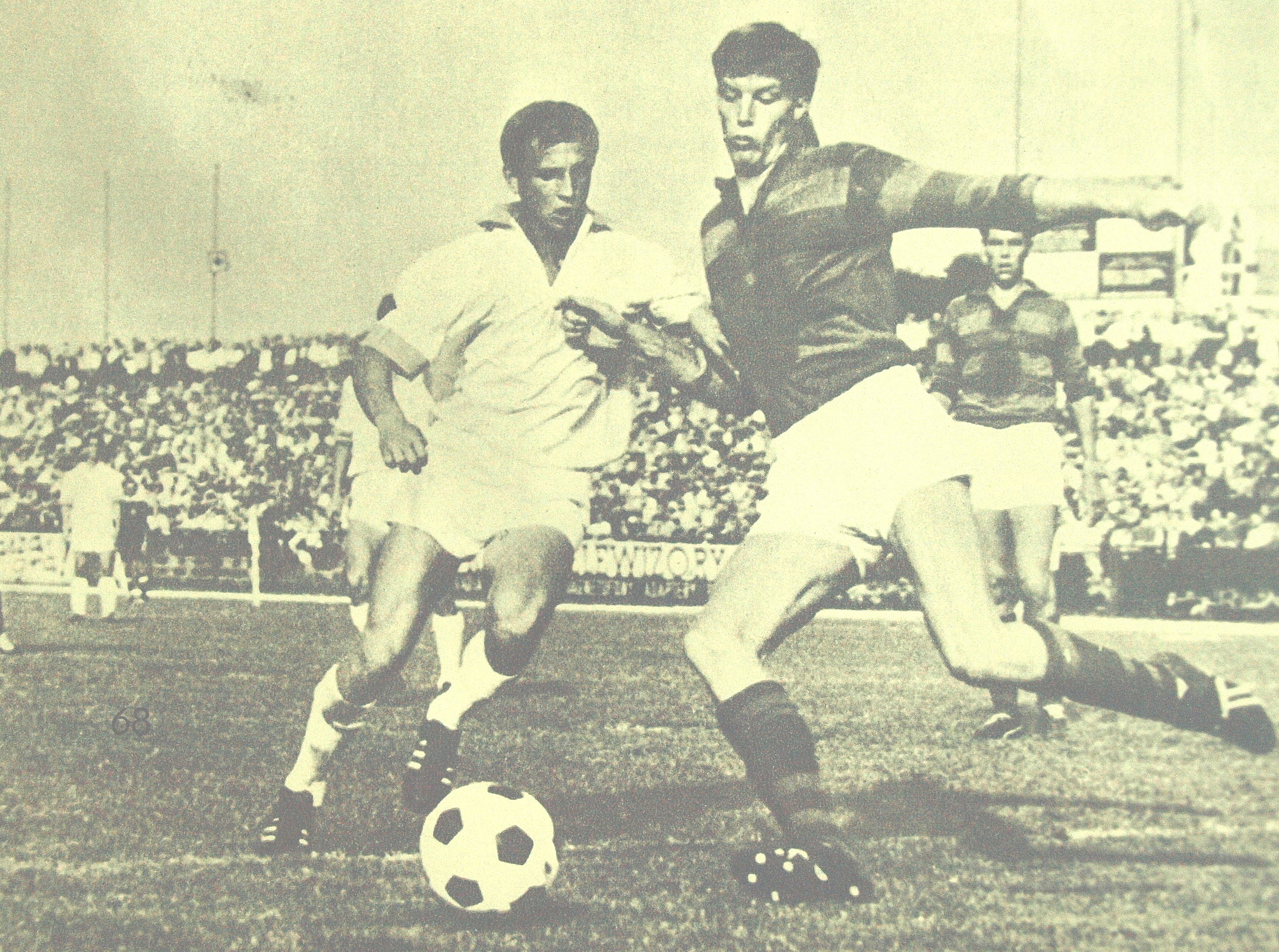
Le Ruch Chorzów en Coupe Intertoto 1967 (match non identifié)

| Rang | Équipe             | Pts | J | G | N | P | Bp | Bc | Diff |  | Résultats (▼ dom., ► ext.) |     |     |     |     |
| ---- | ------------------ | --- | - | - | - | - | -- | -- | ---- |  | -------------------------- | --- | --- | --- | --- |
| 1    | Ruch Chorzów       | 12  | 6 | 6 | 0 | 0 | 18 | 6  | +12  |  | Ruch Chorzów               |     | 5-1 | 4-3 | 2-0 |
| 2    | BK Frem Copenhague | 5   | 6 | 2 | 1 | 3 | 11 | 11 | 0    |  | BK Frem Copenhague         | 1-2 |     | 4-1 | 4-1 |
| 3    | BSC Young Boys     | 4   | 6 | 1 | 2 | 3 | 8  | 12 | -4   |  | BSC Young Boys             | 0-2 | 0-0 |     | 2-0 |
| 4    | First Vienna FC    | 3   | 6 | 1 | 1 | 4 | 6  | 14 | -8   |  | First Vienna FC            | 1-3 | 2-1 | 2-2 |     |

#### Groupe B6
| Rang | Équipe         | Pts | J | G | N | P | Bp | Bc | Diff |  | Résultats (▼ dom., ► ext.) |     |     |     |     |
| ---- | -------------- | --- | - | - | - | - | -- | -- | ---- |  | -------------------------- | --- | --- | --- | --- |
| 1    | VSS Košice     | 9   | 6 | 3 | 3 | 0 | 11 | 4  | +7   |  | VSS Košice                 |     | 2-1 | 4-0 | 3-1 |
| 2    | Dynamo Dresden | 7   | 6 | 3 | 1 | 2 | 10 | 7  | +3   |  | Dynamo Dresden             | 0-0 |     | 1-2 | 2-1 |
| 3    | AIK Stockholm  | 7   | 6 | 3 | 1 | 2 | 7  | 11 | -4   |  | AIK Stockholm              | 1-1 | 1-4 |     | 1-0 |
| 4    | Arhus GF       | 1   | 6 | 0 | 1 | 5 | 5  | 11 | -6   |  | Arhus GF                   | 1-1 | 1-2 | 1-2 |     |

#### Groupe B7
| Rang | Équipe        | Pts | J | G | N | P | Bp | Bc | Diff |  | Résultats (▼ dom., ► ext.) |     |     |     |     |
| ---- | ------------- | --- | - | - | - | - | -- | -- | ---- |  | -------------------------- | --- | --- | --- | --- |
| 1    | KB Copenhague | 10  | 6 | 5 | 0 | 1 | 10 | 4  | +6   |  | KB Copenhague              |     | 1-0 | 1-0 | 3-2 |
| 2    | Union Teplice | 9   | 6 | 4 | 1 | 1 | 9  | 4  | +5   |  | Union Teplice              | 2-1 |     | 1-1 | 3-1 |
| 3    | Union Berlin  | 3   | 6 | 1 | 1 | 4 | 4  | 7  | -3   |  | Union Berlin               | 0-3 | 0-1 |     | 3-0 |
| 4    | GKS Katowice  | 2   | 6 | 1 | 0 | 5 | 4  | 12 | -8   |  | GKS Katowice               | 0-1 | 0-2 | 1-0 |     |

#### Groupe B8
| Rang | Équipe             | Pts | J | G | N | P | Bp | Bc | Diff |  | Résultats (▼ dom., ► ext.) |     |     |     |     |
| ---- | ------------------ | --- | - | - | - | - | -- | -- | ---- |  | -------------------------- | --- | --- | --- | --- |
| 1    | Fortuna Düsseldorf | 8   | 6 | 4 | 0 | 2 | 12 | 10 | +2   |  | Fortuna Düsseldorf         |     | 2-1 | 3-2 | 1-0 |
| 2    | Linzer ASK         | 7   | 6 | 2 | 3 | 1 | 7  | 6  | +1   |  | Linzer ASK                 | 2-1 |     | 2-1 | 1-1 |
| 3    | Vejle BK           | 6   | 6 | 2 | 2 | 2 | 12 | 11 | +1   |  | Vejle BK                   | 5-3 | 1-1 |     | 2-1 |
| 4    | Jednota Žilina     | 3   | 6 | 0 | 3 | 3 | 3  | 7  | -4   |  | Jednota Žilina             | 0-2 | 0-0 | 1-1 |     |